# Feings, Orne
Feings är en kommun i departementet Orne i regionen Normandie i nordvästra Frankrike. Kommunen ligger i kantonen Mortagne-au-Perche som tillhör arrondissementet Mortagne-au-Perche. År 2022 hade Feings 191 invånare.

## Befolkningsutveckling
Antalet invånare i kommunen Feings
| Referens: INSEE |